# Serie B 1986/87
Die Serie B 1986/87 war die 55. Spielzeit der zweithöchsten italienischen Spielklasse im Fußball der Männer. Die reguläre Saison wurde am 14. September 1986 mit dem ersten Spieltag eröffnet und am 21. Juni 1987 mit dem 38. Spieltag beendet. Vom 27. Juni bis 8. Juli 1987 fanden vier Play-off- und drei Play-out-Spiele statt.
Die Meisterschaft sowie den Aufstieg in die Serie A sicherten sich punkt- und torgleich Pescara Calcio und der Pisa SC. Die AC Cesena setzte sich in den Play-offs gegen die US Lecce sowie die US Cremonese durch und stieg ebenfalls auf. Den Abstieg in die Serie C1 mussten Lanerossi Vicenza, Calcio Catania und Cagliari Calcio antreten. Die SS Campobasso unterlag in den Play-outs gegen die AS Taranto sowie Lazio Rom und stieg ebenfalls ab.
Torschützenkönig der Spielzeit wurde Stefano Rebonato von Meister Pescara Calcio mit 21 Treffern.

## Statistiken

### Tabelle
| Pl.             | Verein                | Sp. | S  | U  | N  | Tore    | Diff. | Punkte | Anm. |
| --------------- | --------------------- | --- | -- | -- | -- | ------- | ----- | ------ | ---- |
| 1.              | Pescara Calcio        | 38  | 16 | 12 | 10 | 043:330 | +10   | 44:32  | ▲    |
| 2.              | Pisa SC (A)           | 38  | 16 | 12 | 10 | 042:320 | +10   | 44:32  | ▲    |
| 3.              | AC Cesena             | 38  | 15 | 13 | 10 | 038:290 | +9    | 43:33  | ( ▲) |
| 4.              | US Lecce (A)          | 38  | 15 | 13 | 10 | 038:320 | +6    | 43:33  | ( ▲) |
| 5.              | US Cremonese          | 38  | 14 | 15 | 9  | 035:290 | +6    | 43:33  | ( ▲) |
| 6.              | CFC Genua             | 38  | 12 | 18 | 8  | 044:390 | +5    | 42:34  |      |
| 7.              | AC Parma (N)          | 38  | 11 | 18 | 9  | 030:260 | +4    | 40:36  |      |
| 8.              | ACR Messina (N)       | 38  | 12 | 16 | 10 | 029:280 | +1    | 40:36  |      |
| 9.              | AS Bari (A)           | 38  | 11 | 17 | 10 | 033:320 | +1    | 39:37  |      |
| 10.             | FC Bologna            | 38  | 10 | 16 | 12 | 040:380 | +2    | 36:40  |      |
| 11.             | US Triestina 1        | 38  | 10 | 19 | 9  | 031:260 | +5    | 35:37  |      |
| 12.             | US Arezzo             | 38  | 7  | 21 | 10 | 030:330 | −3    | 35:41  |      |
| 13.             | FC Modena (N)         | 38  | 10 | 15 | 13 | 032:500 | −18   | 35:41  |      |
| 14.             | Sambenedettese Calcio | 38  | 11 | 12 | 15 | 033:370 | −4    | 34:42  |      |
| 15.             | AS Taranto (N)        | 38  | 10 | 13 | 15 | 037:400 | −3    | 33:43  | ( ▼) |
| 16.             | Lazio Rom 2           | 38  | 14 | 14 | 10 | 035:280 | +7    | 33:34  | ( ▼) |
| 17.             | SS Campobasso         | 38  | 9  | 15 | 14 | 034:350 | −1    | 33:43  | ( ▼) |
| 18.             | Lanerossi Vicenza     | 38  | 9  | 14 | 15 | 031:400 | −9    | 32:44  | ▼    |
| 19.             | Calcio Catania        | 38  | 8  | 16 | 14 | 025:380 | −13   | 32:44  | ▼    |
| 20.             | Cagliari Calcio 3     | 38  | 9  | 13 | 16 | 032:470 | −15   | 26:45  | ▼    |
| Stand: Endstand |                       |     |    |    |    |         |       |        |      |

| Zum Saisonende 1986/87: |                                     |
| ( ▲)                    | Aufstieg in die Serie A 1987/88     |
| ( ▲)                    | Teilnahme an den Play-offs          |
| ( ▼)                    | Teilnahme an den Play-outs          |
| ( ▼)                    | Abstieg in die Serie C1 1987/88     |
| Zum Saisonende 1985/86: |                                     |
| (A)                     | Absteiger aus der Serie A 1985/86   |
| (N)                     | Aufsteiger aus der Serie C1 1985/86 |

### Play-offs
Aufgrund der Punktgleichheit der drei Mannschaften auf den Plätzen drei bis fünf wurde der dritte Aufsteiger in einem Play-off ermittelt. Hierzu wurde ein Rundenturnier ausgetragen. Aufgrund erneuter Punktgleichheit zweier Mannschaften nach Abschluss aller Begegnungen wurde ein zusätzliches Entscheidungsspiel ausgetragen. Die Ergebnisse der Play-offs wurden für die drei betroffenen Mannschaften unabhängig der Ergebnisse der regulären Spielzeit in die Abschlusstabelle übernommen. Somit wurde die AC Cesena Dritter sowie Aufsteiger, die US Lecce Vierter und die US Cremonese Fünfter.
| Datum         |              | Ergebnis  |                          | Ort |
| ------------- | ------------ | --------- | ------------------------ | --- |
| 27. Juni 1987 | AC Cesena    | 0:0       | US Lecce \|\|Pescara     |     |
| 1. Juli 1987  | US Lecce     | 4:1 (1:1) | US Cremonese \|\|Pescara |     |
| 5. Juli 1987  | US Cremonese | 0:1 (0:1) | AC Cesena \|\|Modena     |     |

| Pl. | Mannschaft   | Sp. | S | U | N | Tore    | Diff. | Punkte |
| --- | ------------ | --- | - | - | - | ------- | ----- | ------ |
| 1.  | US Lecce     | 2   | 1 | 1 | 0 | 004:100 | +3    | 03:10  |
| 2.  | AC Cesena    | 2   | 1 | 1 | 0 | 001:000 | +1    | 03:10  |
| 3.  | US Cremonese | 2   | 0 | 0 | 2 | 001:500 | −4    | 0:40   |

| Datum        |           | Ergebnis  |                                       | Ort |
| ------------ | --------- | --------- | ------------------------------------- | --- |
| 8. Juli 1987 | AC Cesena | 2:1 (1:1) | US Lecce \|\|San Benedetto del Tronto |     |

### Play-outs
Aufgrund der Punktgleichheit der drei Mannschaften auf den Plätzen 15 bis 17 wurde der vierte Absteiger in einem Play-out ermittelt. Hierzu wurde ein Rundenturnier ausgetragen. Die Ergebnisse der Play-outs wurden für die drei betroffenen Mannschaften unabhängig der Ergebnisse der regulären Spielzeit in die Abschlusstabelle übernommen. Somit wurde der AS Taranto 15., Lazio Rom 16. und die SS Campobasso 17. sowie Absteiger.
| Datum         |               | Ergebnis  |                          | Ort |
| ------------- | ------------- | --------- | ------------------------ | --- |
| 27. Juni 1987 | AS Taranto    | 1:0 (0:0) | Lazio Rom \|\|Neapel     |     |
| 1. Juli 1987  | SS Campobasso | 1:1 (0:0) | AS Taranto \|\|Neapel    |     |
| 5. Juli 1987  | Lazio Rom     | 1:0 (0:0) | SS Campobasso \|\|Neapel |     |

| Pl. | Mannschaft    | Sp. | S | U | N | Tore    | Diff. | Punkte |
| --- | ------------- | --- | - | - | - | ------- | ----- | ------ |
| 1.  | AS Taranto    | 2   | 1 | 1 | 0 | 002:100 | +1    | 03:10  |
| 2.  | Lazio Rom     | 2   | 1 | 0 | 1 | 001:100 | ±0    | 02:20  |
| 3.  | SS Campobasso | 2   | 0 | 1 | 1 | 001:200 | −1    | 01:30  |

### Torschützenliste
Ohne Play-offs und Play-outs. Bei gleicher Anzahl an Toren sind die Spieler alphabetisch nach Nachnamen sortiert.
| Pl.             | Nat.        | Name                | Mannschaft            | Tore |
| --------------- | ----------- | ------------------- | --------------------- | ---- |
| 01.             | Italien     | Stefano Rebonato    | Pescara Calcio        | 21   |
| 02.             | Italien     | Antonio De Vitis    | AS Taranto            | 18   |
| 03.             | Italien     | Sauro Frutti        | FC Modena             | 17   |
| 04.             | Italien     | Marco Nicoletti     | US Cremonese          | 14   |
| 05.             | Argentinien | Roberto Di Nicola   | Sambenedettese Calcio | 11   |
| 05.             | Italien     | Fulvio Simonini     | AC Cesena             | 11   |
| 07.             | Italien     | Luca Cecconi        | Pisa SC               | 10   |
| 07.             | Italien     | Luigi Marulla       | CFC Genua             | 10   |
| 07.             | England     | Paul Rideout        | AS Bari               | 10   |
| 07.             | Italien     | Claudio Vagheggi    | SS Campobasso         | 10   |
| 11.             | Argentinien | Juan Barbas         | US Lecce              | 9    |
| 11.             | Italien     | Lorenzo Marronarono | FC Bologna            | 9    |
| 11.             | Argentinien | Pedro Pasculli      | US Lecce              | 9    |
| 11.             | Italien     | Lamberto Piovanelli | Pisa SC               | 9    |
| 11.             | Italien     | Franco Selvaggi     | Sambenedettese Calcio | 9    |
| Stand: Endstand |             |                     |                       |      |